# Karl al II-lea August, Duce de Zweibrücken
Karl al II-lea August Christian (germană Karl II. August Christian; n. 29 octombrie 1746, Düsseldorf – 1 aprilie 1795, Mannheim) a fost Duce de Palatinat-Zweibrücken din 1775 până în 1795. A fost fiul lui Friedrich Michael de Zweibrücken și a Contesei Palatine Maria Franziska de Sulzbach. A fost membru al Casei de Palatinate-Birkenfeld, o ramură a Casei de Wittelsbach.

## Biografie

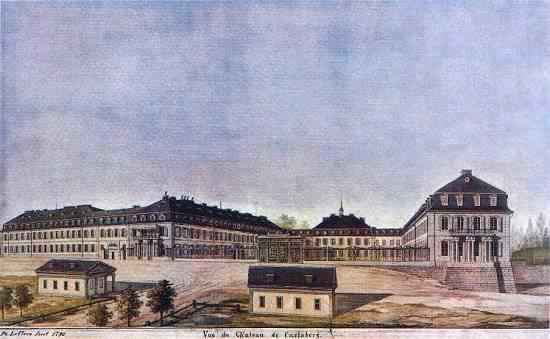
Castelul Karlsberg 1790

Karl s-a născut la Düsseldorf, ca fiul cel mare al lui Friedrich Michael de Palatin de Zweibrücken-Birkenfeld (1724–1767) și a soției acestuia, Maria Franziska de Sulzbach. A fost fratele mai mare al Amaliei, regină a Saxoniei și a lui Maximilian I, rege al Bavariei.
A vrut să se căsătorească cu Arhiducesa Marie Amalie, al optulea copil al împărătesei Maria Tereza a Austriei. Era bine cunoscut la curtea austriacă iar Marie Amalie îl iubea și ea. Totuși, Maria Tereza a găsit că el nu are un rang suficient de înalt pentru a se căsători cu o arhiducesă. Mai mult decât atât, ea a vrut să consolideze alianța Austriei cu Casa de Bourbon prin căsătoria uneia din fiicele ei cu Ferdinand, Duce de Parma, un nepot al regelui francez Ludovic al XV-lea. Fiica a fost Marie Amalie, ca urmare a decesului unei alte fiice, Maria Josepha.
Fratele mai mare al Mariei Amalie, viitorul împărat Iosif, era de asemenea în favoarea căsătoriei surorii sale cu ducele de Parma, care era fratele mai mic al iubitei lui soții, Isabella. Așa că în 1769, Maria Amalie s-a căsătorit cu Ferdinand împotriva voinței ei. Această decizie nu numai că a fost o ură permanentă a lui Karl împotriva împărătesei și a Austriei, dar, de asemenea, a Mariei Amalia împotriva mamei ei.
În cele din urmă, Karl s-a căsătorit cu Prințesa Maria Amalia de Saxonia (1757–1831), sora Electorului de Saxonia. Nunta a avut loc la Dresda în 1774. Ei au avut un fiu, Karl August Friedrich (1776–1784), care a murit în copilărie. După moartea Ducelui de Zweibrücken titlul a fost moștenit de fratele său, Maximilian.